# Henri Christophe
Henri Christophe (în creola haitiană Anri Kristòf, n. 6 octombrie 1767 – d. 8 octombrie 1820) a fost ofițer și apoi general al armatei haitiene, președinte, apoi rege, sub numele de Henri I, al statului Haiti.

## Viața și activitatea
Henri Christophe s-a născut la 6 octombrie 1767, într-o familie de sclavi. A fost ofițer și apoi general al armatei haitiene. A participat la Războiul de independență al Statelor Unite ale Americii de partea americanilor.

### Președinte al Statului Haiti
A fost președinte al statului Haiti, începând din 17 februarie 1807.

### Rege al Haiti
În anul 1811 Henri a creat, în regiunea nordică a insulei Hispaniola, regatul Haiti, autoproclamându-se la 26 martie 1811 rege al Haiti sub numele de Henri I. 

 
Un edict, datat la 1 aprilie 1811, anunță toate titlurile sale: 
„Henri, prin grația lui Dumnezeu și Legea constituțională a statului Rege al Haiti, Suveran al Insulelor Tortue, Gonâve, și al altor insule adiacente, Distrugător al tiraniei, Regenerator și binefăcător al națiunii haitiene, Creator al instituțiilor sale morale, politice și de război, Întâiul monarh încoronat al Lumii Noi, Apărător al credinței, Fondator al ordinului regal și militar al Sfântului Henri.”
În ciuda eforturilor sale de a promova educația și de a codifica legile, Henri I a fost un monarh puțin popular. De altfel, regatul său a fost într-un conflict continuu cu sudul republican. Spre sfârșitul domniei sale, opinia publică s-a întors în mod decisiv împotriva lui din cauza „caporalismului agrar”, pe care îl promova pentru dezvoltarea economiei insulei.
A ordonat construirea Palatului Sans-Souci la Milot, în nordul insulei, în actualul Parc istoric național, care era destinat să rivalizeze cu palatul de la Versailles. 

## Sfârșitul vieții
Atacat de insurgenți, s-a sinucis pe 8 octombrie 1820, trăgându-și un glonte de argint în inimă, în timpul unei slujbe religioase într-o biserică pe care o ctitorise. 
Unul dintre fii săi, adolescent, a fost spânzurat de insurgenți, iar soția sa și fiicele sale s-au exilat în Italia.

## Personaj literar
- La  Mort  du Roi Christophe. Note présentée par la noblesse d'Haïti aux trois grands alliés[9] (1820), cântec scris de Pierre-Jean de Béranger.
- Henry Christophe este personajul principal al romanului Drums of Destiny scris de Peter Bourne și publicat de editura G.P. Putnam's Sons din New York, în 1946.
- În anul 1963, scriitorul Aimé Césaire din Martinica, a făcut din el eroul unei piese de teatru: La Tragédie du roi Christophe[10].
- Este erou principal în romanul El Reino de Este Mundo[11] de Alejo Carpentier.
- Henri Christophe i-a servit de inspirație lui Eugene O'Neill în The Emperor Jones[12].